# Trochospongilla tanganyikae
Trochospongilla tanganyikae är en svampdjursart som beskrevs av Evans 1899. Trochospongilla tanganyikae ingår i släktet Trochospongilla och familjen Spongillidae. Inga underarter finns listade i Catalogue of Life.